# رود لیلان چای
لیلان چای رودخانه‌ای است که از دامنه کوه سهند در آذربایجان شرقی سرچشمه گرفته و پس طی مسیر ۵۰ کیلومتری به زرینه رود و از آنجا به دریاچه اورمیه می‌ریزد.

## زندگی دوباره
این رودخانه پس از بیست سال خشکسالی و خشکی در ۱۳۹۸ به دلیل بارش خوب دوباره جان گرفت و پرآب شد.